# 경기도의 선거구
경기도의 선거구는 국회의원 선거구 59개, 도의원 선거구 116개로 이루어져 있으며 31개의 시·군의원 선거구도 존재한다.

## 국회의원 선거구
| 번호 | 선거구명         | 관할 구역 |
| ---- | ---------------- | --- |
| 1    | 수원시 갑        | 수원시 장안구 파장동, 정자1동, 정자2동, 정자3동, 영화동, 송죽동, 조원1동, 조원2동, 연무동                                |
| 2    | 수원시 을        | 수원시 장안구 율천동, 권선구 평동, 서둔동, 구운동, 금곡동, 호매실동, 입북동                                              |
| 3    | 수원시 병        | 수원시 팔달구 전 지역 |
| 4    | 수원시 정        | 수원시 영통구 전 지역 |
| 5    | 수원시 무        | 수원시 권선구 전 지역 |
| 6    | 성남시 수정구    | 성남시 수정구 전 지역 |
| 7    | 성남시 중원구    | 성남시 중원구 전 지역 |
| 8    | 성남시 분당구 갑 | 성남시 분당구 서현1동, 서현2동, 이매1동, 이매2동, 야탑1동, 야탑2동, 야탑3동, 판교동, 삼평동, 백현동, 운중동              |
| 9    | 성남시 분당구 을 | 성남시 분당구 분당동, 수내1동, 수내2동, 수내3동, 정자동, 정자1동, 정자2동, 정자3동, 금곡동, 구미동, 구미1동              |
| 10   | 의정부시 갑      | 의정부시 의정부1동, 의정부2동, 의정부3동, 호원1동, 호원2동, 가능1동, 흥선동, 녹양동                                      |
| 11   | 의정부시 을      | 의정부시 장암동, 신곡1동, 신곡2동, 송산1동, 송산2동, 자금동                                                              |
| 12   | 안양시 만안구    | 안양시 만안구 전 지역 |
| 13   | 안양시 동안구 갑 | 안양시 동안구 비산1동, 비산2동, 비산3동, 부흥동, 달안동, 관양1동, 관양2동, 부림동                                        |
| 14   | 안양시 동안구 을 | 안양시 동안구 평촌동, 평안동, 귀인동, 호계1동, 호계2동, 호계3동, 범계동, 신촌동, 갈산동                                  |
| 15   | 부천시 갑        | 부천시 심곡1동, 심곡2동, 심곡3동, 원미동, 소사동, 역곡1동, 역곡2동, 춘의동, 도당동                                       |
| 16   | 부천시 을        | 부천시 중동, 중1동, 중2동, 중3동, 중4동, 약대동, 상동, 상1동, 상2동, 상3동                                               |
| 17   | 부천시 병        | 부천시 심곡본동, 심곡본1동, 송내1동, 송내2동, 소사본동, 소사본3동, 범박동, 괴안동, 역곡3동                               |
| 18   | 부천시 정        | 부천시 성곡동, 고강본동, 고강1동, 원종1동, 원종2동, 오정동, 신흥동                                                       |
| 19   | 광명시 갑        | 광명시 광명1동, 광명2동, 광명3동, 광명4동, 광명5동, 광명6동, 광명7동, 철산1동, 철산2동, 철산4동                          |
| 20   | 광명시 을        | 광명시 철산3동, 하안1동, 하안2동, 하안3동, 하안4동, 소하1동, 소하2동, 학온동                                             |
| 21   | 평택시 갑        | 평택시 진위면, 서탄면, 중앙동, 서정동, 송탄동, 지산동, 송북동, 신장1동, 신장2동, 통복동, 세교동                          |
| 22   | 평택시 을        | 평택시 팽성읍, 안중읍, 포승읍, 청북읍, 고덕면, 오성면, 현덕면, 신평동, 원평동, 비전1동, 비전2동                          |
| 23   | 동두천시·연천군  | 동두천시, 연천군 전 지역                                                                                                 |
| 24   | 안산시 상록구 갑 | 안산시 상록구 사동, 사이동, 해양동, 본오1동, 본오2동, 본오3동, 반월동                                                    |
| 25   | 안산시 상록구 을 | 안산시 상록구 일동, 이동, 부곡동, 월피동, 성포동, 안산동                                                                 |
| 26   | 안산시 단원구 갑 | 안산시 단원구 와동, 원곡본동, 원곡1동, 원곡2동, 선부1동, 선부2동, 선부3동                                                |
| 27   | 안산시 단원구 을 | 안산시 단원구 고잔1동, 고잔2동, 호수동, 초지동, 대부동                                                                   |
| 28   | 고양시 갑        | 고양시 덕양구 주교동, 원신동, 흥도동, 성사1동, 성사2동, 고양동, 관산동, 화정1동, 화정2동, 일산동구 식사동                |
| 29   | 고양시 을        | 고양시 덕양구 효자동, 신도동, 창릉동, 능곡동, 행주동, 행신1동, 행신2동, 행신3동, 화전동, 대덕동                          |
| 30   | 고양시 병        | 고양시 일산동구 중산동, 정발산동, 풍산동, 백석1동, 백석2동, 마두1동, 마두2동, 장항1동, 장항2동, 고봉동, 일산서구 일산2동 |
| 31   | 고양시 정        | 고양시 일산서구 전 지역                                                                                                  |
| 32   | 의왕시·과천시    | 과천시, 의왕시 전 지역                                                                                                   |
| 33   | 구리시           | 구리시 전 지역 |
| 34   | 남양주시 갑      | 남양주시 화도읍, 수동면, 호평동, 평내동                                                                                  |
| 35   | 남양주시 을      | 남양주시 진접읍, 오남읍, 별내면, 별내동                                                                                  |
| 36   | 남양주시 병      | 남양주시 와부읍, 진건읍, 조안면, 퇴계원읍, 금곡동, 양정동, 다산2동, 다산1동                                              |
| 37   | 오산시           | 오산시 전 지역 |
| 38   | 시흥시 갑        | 시흥시 대야동, 신천동, 신현동, 은행동, 매화동, 목감동, 과림동, 연성동, 장곡동, 능곡동                                    |
| 39   | 시흥시 을        | 시흥시 군자동, 월곶동, 정왕본동, 정왕1동, 정왕2동, 정왕3동, 정왕4동                                                      |
| 40   | 군포시           | 군포시 전 지역 |
| 41   | 하남시           | 하남시 전 지역 |
| 42   | 용인시 갑        | 용인시 처인구 전 지역 |
| 43   | 용인시 을        | 용인시 옛 기흥읍/구성읍 지역                                                                                             |
| 44   | 용인시 병        | 용인시 옛 수지읍/구성읍 지역                                                                                             |
| 45   | 용인시 정        | 용인시 옛 수지읍/구성읍 지역                                                                                             |
| 46   | 파주시 갑        | 파주시 조리읍, 광탄면, 탄현면, 교하동, 운정1동, 운정2동, 운정3동                                                         |
| 47   | 파주시 을        | 파주시 문산읍, 법원읍, 파주읍, 월롱면, 적성면, 파평면, 장단출장소, 금촌1동, 금촌2동, 금촌3동                             |
| 48   | 이천시           | 이천시 전 지역 |
| 49   | 안성시           | 안성시 전 지역 |
| 50   | 김포시 갑        | 김포시 고촌읍, 김포본동, 사우동, 풍무동, 장기동                                                                          |
| 51   | 김포시 을        | 김포시 통진읍, 양촌읍, 대곶면, 월곶면, 하성면, 장기본동, 구래동, 운양동                                                  |
| 52   | 화성시 갑        | 화성시 우정읍, 향남읍, 남양읍, 매송면, 비봉면, 마도면, 송산면, 서신면, 팔탄면, 장안면, 양감면, 정남면                    |
| 53   | 화성시 을        | 화성시 동탄면, 동탄1동, 동탄2동, 동탄3동, 동탄4동                                                                        |
| 54   | 화성시 병        | 화성시 봉담읍, 진안동, 병점1동, 병점2동, 반월동, 기배동, 화산동                                                          |
| 55   | 광주시 갑        | 광주시 퇴촌면, 남종면, 남한산성면, 경안동, 송정동, 광남동                                                                |
| 56   | 광주시 을        | 광주시 오포읍, 초월읍, 곤지암읍, 도척면                                                                                  |
| 57   | 양주시           | 양주시 전 지역 |
| 58   | 포천시·가평군    | 포천시, 가평군 전 지역                                                                                                   |
| 59   | 여주시·양평군    | 여주시, 양평군 전 지역                                                                                                   |

## 도의원 선거구
| 번호 | 선거구명           | 관할 구역                                                                                        |
| ---- | ------------------ | ------------------------------------------------------------------------------------------------ |
| 1    | 수원시 제1선거구   | 수원시 장안구 영화동, 연무동, 조원1동, 조원2동, 송죽동, 파장동                                   |
| 2    | 수원시 제2선거구   | 수원시 장안구 율천동, 정자1동, 정자2동, 정자3동                                                  |
| 3    | 수원시 제3선거구   | 수원시 권선구 세류1동, 세류2동, 세류3동, 권선1동, 권선2동, 곡선동                                |
| 4    | 수원시 제4선거구   | 수원시 권선구 평동, 구운동, 금곡동, 호매실동, 입북동                                             |
| 5    | 수원시 제5선거구   | 수원시 팔달구 행궁동, 지동, 우만1동, 우만2동, 인계동                                             |
| 6    | 수원시 제6선거구   | 수원시 팔달구 매교동, 매산동, 고등동, 화서1동, 화서2동, 서둔동                                   |
| 7    | 수원시 제7선거구   | 수원시 영통구 매탄1동, 매탄2동, 매탄3동, 매탄4동                                                 |
| 8    | 수원시 제8선거구   | 수원시 영통구 영통1동, 영통2동, 영통3동, 태장동                                                  |
| 9    | 수원시 제9선거구   | 수원시 영통구 원천동, 광교1동, 광교2동                                                           |
| 10   | 성남시 제1선거구   | 성남시 수정구 신흥1동, 신흥2동, 신흥3동, 수진1동, 수진2동, 단대동                                |
| 11   | 성남시 제2선거구   | 성남시 수정구 태평1동, 태평2동, 태평3동, 태평4동, 산성동, 양지동, 복정동, 신촌동, 고등동, 시흥동 |
| 12   | 성남시 제3선거구   | 성남시 중원구 성남동, 상대원1동, 상대원2동, 상대원3동, 하대원동, 도촌동                          |
| 13   | 성남시 제4선거구   | 성남시 중원구 중앙동, 금광1동, 금광2동, 은행1동, 은행2동                                         |
| 14   | 성남시 제5선거구   | 성남시 분당구 이매1동, 이매2동, 야탑1동, 야탑2동, 야탑3동, 삼평동                                |
| 15   | 성남시 제6선거구   | 성남시 분당구 수내1동,수내2동,서현1동, 서현2동, 판교동, 백현동, 운중동                           |
| 16   | 성남시 제7선거구   | 성남시 분당구 정자1동, 정자2동, 금곡동, 구미1동                                                  |
| 17   | 성남시 제8선거구   | 성남시 분당구 분당동, 수내3동, 정자3동, 구미동                                                   |
| 18   | 의정부시 제1선거구 | 의정부시 의정부1동, 의정부3동, 가능1동, 흥선동, 녹양동                                           |
| 19   | 의정부시 제2선거구 | 의정부시 의정부2동, 호원1동, 호원2동                                                             |
| 20   | 의정부시 제3선거구 | 의정부시 장암동, 신곡1동, 신곡2동                                                                |
| 21   | 의정부시 제4선거구 | 의정부시 송산1동, 송산2동, 자금동                                                                |
| 22   | 안양시 제1선거구   | 안양시 만안구 안양1동, 안양3동, 안양4동, 안양5동, 안양6동, 안양7동, 안양8동, 안양9동             |
| 23   | 안양시 제2선거구   | 안양시 만안구 안양2동, 석수1동, 석수2동, 석수3동, 박달1동, 박달2동                               |
| 24   | 안양시 제3선거구   | 안양시 동안구 비산1동, 비산2동, 비산3동, 부흥동                                                  |
| 25   | 안양시 제4선거구   | 안양시 동안구 달안동, 관양1동, 관양2동, 부림동                                                   |
| 26   | 안양시 제5선거구   | 안양시 동안구 평촌동, 평안동, 귀인동, 범계동, 갈산동                                             |
| 27   | 안양시 제6선거구   | 안양시 동안구 호계1동, 호계2동, 호계3동, 신촌동                                                  |
| 28   | 부천시 제1선거구   | 부천시 원미1동, 역곡1동, 역곡2동, 춘의동, 도당동                                                 |
| 29   | 부천시 제2선거구   | 부천시 심곡1동, 심곡2동, 심곡3동, 원미2동, 소사동                                                |
| 30   | 부천시 제3선거구   | 부천시 중1동, 중2동, 중3동, 중4동, 약대동                                                        |
| 31   | 부천시 제4선거구   | 부천시 중동, 상동, 상1동, 상2동, 상3동                                                           |
| 32   | 부천시 제5선거구   | 부천시 심곡본동, 심곡본1동, 송내1동, 송내2동                                                     |
| 33   | 부천시 제6선거구   | 부천시 소사본동, 소사본3동, 범박동, 괴안동, 역곡3동                                              |
| 34   | 부천시 제7선거구   | 부천시 성곡동, 고강본동, 고강1동                                                                 |
| 35   | 부천시 제8선거구   | 부천시 원종1동, 원종2동, 오정동, 신흥동                                                          |
| 36   | 광명시 제1선거구   | 광명시 광명1동, 광명2동, 광명3동, 철산1동, 철산2동                                               |
| 37   | 광명시 제2선거구   | 광명시 광명4동, 광명5동, 광명6동, 광명7동, 철산4동                                               |
| 38   | 광명시 제3선거구   | 광명시 철산3동, 하안1동, 하안2동, 학온동                                                         |
| 39   | 광명시 제4선거구   | 광명시 하안3동, 하안4동, 소하1동, 소하2동                                                        |
| 40   | 평택시 제1선거구   | 평택시 진위면, 서탄면, 지산동, 송북동, 신장1동, 신장2동                                          |
| 41   | 평택시 제2선거구   | 평택시 중앙동, 서정동, 송탄동, 통복동, 세교동                                                    |
| 42   | 평택시 제3선거구   | 평택시 팽성읍, 안중읍, 포승읍, 청북읍, 고덕면, 오성면, 현덕면                                    |
| 43   | 평택시 제4선거구   | 평택시 신평동, 원평동, 비전1동, 비전2동                                                          |
| 44   | 동두천시 제1선거구 | 동두천시 생연2동, 송내동, 상패동                                                                 |
| 45   | 동두천시 제2선거구 | 동두천시 생연1동, 중앙동, 보산동, 소요동, 불현동                                                 |
| 46   | 안산시 제1선거구   | 안산시 상록구 사동, 사이동, 해양동, 본오3동                                                      |
| 47   | 안산시 제2선거구   | 안산시 상록구 본오1동, 본오2동, 반월동                                                           |
| 48   | 안산시 제3선거구   | 안산시 상록구 일동, 이동, 성포동                                                                 |
| 49   | 안산시 제4선거구   | 안산시 상록구 부곡동, 월피동, 안산동                                                             |
| 50   | 안산시 제5선거구   | 안산시 단원구 원곡본동, 원곡1동, 원곡2동, 선부1동, 선부2동                                       |
| 51   | 안산시 제6선거구   | 안산시 단원구 와동, 선부3동                                                                      |
| 52   | 안산시 제7선거구   | 안산시 단원구 고잔1동, 초지동                                                                    |
| 53   | 안산시 제8선거구   | 안산시 단원구 고잔2동, 호수동, 대부동                                                            |
| 54   | 고양시 제1선거구   | 고양시 덕양구 원신동, 흥도동, 고양동, 관산동, 화정2동                                            |
| 55   | 고양시 제2선거구   | 고양시 덕양구 화정1동, 주교동, 성사1동, 성사2동                                                  |
| 56   | 고양시 제3선거구   | 고양시 덕양구 효자동, 신도동, 창릉동, 행신1동, 행신3동, 화전동, 대덕동                           |
| 57   | 고양시 제4선거구   | 고양시 덕양구 능곡동, 행주동, 행신2동                                                            |
| 58   | 고양시 제5선거구   | 고양시 일산동구 식사동, 중산동, 정발산동, 풍산동, 고봉동                                         |
| 59   | 고양시 제6선거구   | 고양시 일산동구 백석1동, 백석2동, 마두1동, 마두2동, 장항1동, 장항2동                             |
| 60   | 고양시 제7선거구   | 고양시 일산서구 일산1동, 일산2동, 일산3동, 탄현동                                                |
| 61   | 고양시 제8선거구   | 고양시 일산서구 주엽1동, 주엽2동, 대화동, 송포동, 송산동                                         |
| 62   | 과천시 선거구      | 과천시 전 지역                                                                                   |
| 63   | 구리시 제1선거구   | 구리시 갈매동, 동구동, 인창동, 교문1동                                                           |
| 64   | 구리시 제2선거구   | 구리시 교문2동, 수택1동, 수택2동, 수택3동                                                        |
| 65   | 남양주시 제1선거구 | 남양주시 와부읍, 조안면, 금곡동, 양정동, 평내동                                                  |
| 66   | 남양주시 제2선거구 | 남양주시 화도읍, 수동면, 호평동                                                                  |
| 67   | 남양주시 제3선거구 | 남양주시 진접읍, 별내면, 별내동                                                                  |
| 68   | 남양주시 제4선거구 | 남양주시 진건읍, 퇴계원읍, 다산1동, 다산2동                                                      |
| 69   | 남양주시 제5선거구 | 남양주시 오남읍                                                                                  |
| 70   | 오산시 제1선거구   | 오산시 중앙동, 신장동, 세마동                                                                    |
| 71   | 오산시 제2선거구   | 오산시 대원동, 남촌동, 초평동                                                                    |
| 72   | 시흥시 제1선거구   | 시흥시 대야동, 신천동, 은행동, 과림동                                                            |
| 73   | 시흥시 제2선거구   | 시흥시 신현동, 매화동, 목감동, 연성동, 능곡동, 장곡동                                            |
| 74   | 시흥시 제3선거구   | 시흥시 군자동, 정왕본동, 정왕1동, 월곶동                                                         |
| 75   | 시흥시 제4선거구   | 시흥시 정왕2동, 정왕3동, 정왕4동                                                                 |
| 76   | 군포시 제1선거구   | 군포시 군포1동, 군포2동, 산본1동, 금정동, 대야동                                                 |
| 77   | 군포시 제2선거구   | 군포시 산본2동, 재궁동, 오금동, 수리동, 궁내동, 광정동                                           |
| 78   | 의왕시 제1선거구   | 의왕시 고천동, 부곡동, 오전동                                                                    |
| 79   | 의왕시 제2선거구   | 의왕시 내손1동, 내손2동, 청계동                                                                  |
| 80   | 하남시 제1선거구   | 하남시 천현동, 신장1동, 신장2동, 춘궁동, 감북동, 위례동                                          |
| 81   | 하남시 제2선거구   | 하남시 덕풍1동, 덕풍2동, 덕풍3동, 풍산동, 초이동, 미사1동, 미사2동                               |
| 82   | 용인시 제1선거구   | 용인시 처인구 포곡읍, 모현읍, 유림동, 역삼동                                                     |
| 83   | 용인시 제2선거구   | 용인시 처인구 이동읍, 양지면, 남사면, 원삼면, 백암면, 중앙동, 동부동                             |
| 84   | 용인시 제3선거구   | 용인시 기흥구 마북동, 동백동                                                                     |
| 85   | 용인시 제4선거구   | 용인시 기흥구 보정동, 구성동, 수지구 상현2동                                                     |
| 86   | 용인시 제5선거구   | 용인시 기흥구 신갈동, 영덕동, 기흥동, 서농동                                                     |
| 87   | 용인시 제6선거구   | 용인시 기흥구 구갈동, 상하동, 상갈동                                                             |
| 88   | 용인시 제7선거구   | 용인시 수지구 죽전1동, 죽전2동, 풍덕천1동, 풍덕천2동                                             |
| 89   | 용인시 제8선거구   | 용인시 수지구 동천동, 신봉동, 성복동, 상현1동                                                    |
| 90   | 파주시 제1선거구   | 파주시 탄현면, 교하동, 운정3동                                                                   |
| 91   | 파주시 제2선거구   | 파주시 조리읍, 광탄면, 운정1동, 운정2동                                                          |
| 92   | 파주시 제3선거구   | 파주시 파주읍, 월롱면, 금촌1동, 금촌2동, 금촌3동                                                 |
| 93   | 파주시 제4선거구   | 파주시 문산읍, 법원읍, 파평면, 적성면, 장단출장소                                                |
| 94   | 이천시 제1선거구   | 이천시 신둔면, 백사면, 호법면, 마장면, 창전동, 증포동, 중리동, 관고동                            |
| 95   | 이천시 제2선거구   | 이천시 장호원읍, 부발읍, 대월면, 모가면, 설성면, 율면                                            |
| 96   | 안성시 제1선거구   | 안성시 공도읍, 미양면, 대덕면, 양성면, 원곡면, 고삼면, 안성3동                                   |
| 97   | 안성시 제2선거구   | 안성시 보개면, 금광면, 서운면, 일죽면, 죽산면, 삼죽면, 안성1동, 안성2동                          |
| 98   | 김포시 제1선거구   | 김포시 고촌읍, 사우동, 풍무동                                                                    |
| 99   | 김포시 제2선거구   | 김포시 김포본동, 장기본동, 장기동, 구래동, 운양동                                                |
| 100  | 김포시 제3선거구   | 김포시 통진읍, 양촌읍, 대곶면, 월곶면, 하성면                                                    |
| 101  | 화성시 제1선거구   | 화성시 봉담읍, 향남읍, 정남면, 양감면                                                            |
| 102  | 화성시 제2선거구   | 화성시 우정읍, 비봉면, 팔탄면, 장안면, 마도면, 송산면, 서신면, 남양읍, 매송면                    |
| 103  | 화성시 제3선거구   | 화성시 진안동, 반월동, 기배동, 화산동, 병점1동, 병점2동                                          |
| 104  | 화성시 제4선거구   | 화성시 동탄면, 동탄1동, 동탄2동, 동탄3동, 동탄4동                                                |
| 105  | 광주시 제1선거구   | 광주시 퇴촌면, 남종면, 남한산성면, 경안동, 송정동, 광남동                                        |
| 106  | 광주시 제2선거구   | 광주시 오포읍, 초월읍, 곤지암읍, 도척면                                                          |
| 107  | 양주시 제1선거구   | 양주시 은현면, 남면, 회천1동, 회천2동, 회천3동, 회천4동                                          |
| 108  | 양주시 제2선거구   | 양주시 백석읍, 광적면, 장흥면, 양주1동, 양주2동                                                  |
| 109  | 포천시 제1선거구   | 포천시 군내면, 신북면, 창수면, 영중면, 영북면, 관인면, 포천동, 선단동                            |
| 110  | 포천시 제2선거구   | 포천시 소흘읍, 내촌면, 가산면, 일동면, 이동면, 화현면                                            |
| 111  | 여주시 제1선거구   | 여주시 북내면, 강천면, 여흥동, 중앙동, 오학동                                                    |
| 112  | 여주시 제2선거구   | 여주시 가남읍, 점동면, 능서면, 흥천면, 금사면, 산북면, 대신면                                    |
| 113  | 연천군 선거구      | 연천군 전 지역                                                                                   |
| 114  | 가평군 선거구      | 가평군 전 지역                                                                                   |
| 115  | 양평군 제1선거구   | 양평군 양평읍, 양서면, 옥천면, 서종면                                                            |
| 116  | 양평군 제2선거구   | 양평군 단월면, 청운면, 양동면, 지평면, 용문면, 개군면, 강상면, 강하면                            |

## 같이 보기
- 대한민국의 선거구